# Ana Beltrán Villalba
Ana Beltrán Villalba (Saragossa, 1966) és una política i empresària  espanyola, presidenta del Partit Popular de Navarra des de 2017 i diputada del Parlament de Navarra des de 2011, on és portaveu del seu partit.

## Biografia
Diplomada en Turisme, també ha cursat el Màster en Alta Direcció de la Universitat de Deusto, el Màster en Viticultura, Enologia i Màrqueting del Vi del Social Science Council, i el Màster de Direcció General de l'IESE per la Universitat de Navarra. Està casada i té quatre fills. 

## Trajectòria empresarial
Va ser directora gerent de Cellers Camilo Castella, un grup vinícola familiar, des de 1992 fins a 2012, quan va decidir dedicar-se íntegrament a la política.
Per aquesta gerència va ser escollida Empresària Navarra de l'any el 2008. En el moment de la concessió d'aquest reconeixement, l'Associació de Dones Empresàries i Directives de Navarra (AMEDNA) destacava que, després de començar amb 22 anys en aquesta empresa, havia "incorporat nous productes i ha adquirit altres cellers, transformant un celler familiar com Camilo Castella, en un grup vinícola orientat a la qualitat i diferenciació de productes ".

## Trajectòria política
És militant del Partit Popular (PP), al qual es va afiliar a través del Partit Popular de Navarra després de la seva refundació el 2008. En un primer moment, va exercir les tasques de coordinació de l'Àrea Sectorial d'Economia del Partit, així com la Presidència de la Junta de la Vall d'Egüés. Es va presentar en el segon lloc de la llista del Partit Popular a les eleccions al Parlament de Navarra de 2011 i va ser triada parlamentària foral.
En la seva primera legislatura al Parlament, va exercir funcions de portaveu en les àrees d'Economia, Indústria, Hisenda i Ocupació, Desenvolupament Rural i Règim Foral. Després de la marxa primer de Santiago Cervera i posteriorment d'Enrique Martín de Marcos, els dos presidents del Partit Popular de Navarra, va exercir el càrrec de portaveu del Grup Parlamentari Popular. El 2015 va ser designada per a ser la candidata del Partit Popular a la presidència del Govern de Navarra, i va sortir escollida novament diputada del Parlament de Navarra, on va continuar exercint les funcions de portaveu del Grup Popular. El 25 de març de 2017 va ser nomenada presidenta del Partit Popular de Navarra (PPN) en successió de Pablo Zalba, després de ser elegida amb el 81,94% dels vots durant la celebració del VII congrés general autonòmic.
El 25 de març de 2019 Pablo Casado la va designar en el cinquè lloc de la llista electoral del PP per Madrid pel Congrés dels Diputats, mantenint-se al capdavant del PPN.